# Federico Faura
Federico Faura Prat (Artés, 30 de diciembre de 1840-Manila, 23 de enero de 1897), popularmente conocido como Padre Faura, fue un sacerdote jesuita español, profesor de matemáticas y creador del Observatorio Meteorológico del Ateneo Municipal de Manila, desarrollado por la universidad de la Compañía de Jesús, actualmente denominado Observatorio de Manila, ciudad en la que da nombre a una de sus principales avenidas. Es considerado uno de los más significativos meteorólogos de la época moderna.

## Biografía intelectual
El Padre Faura es, junto a Benito Viñes, también jesuita español, este último destinado en La Habana, uno de los grandes científicos experimentales del siglo XIX y uno de los padres de la meteorología ciclónica cuyo desarrollo fue decisivo para el conocimiento y la vida en las zonas tropicales del planeta. Constituye junto al mencionado Viñes la mejor representación española de los estudios meteorológicos y sismográficos en la época moderna. Forma parte de una tradición científica y humanística originada en la Escuela Universalista Española del siglo XVIII, en sus grandes cabezas iniciales, Juan Andrés y Lorenzo Hervás, ya estudiosos de la meteorología en sus obras mayores.
El Padre Faura no fue el iniciador pero sí el primer director propiamente dicho del Observatorio Meteorológico de Manila (ciudad filipina en la que da nombre a una de sus más importantes avenidas: Calle Padre Faura). Este observatorio, creado en 1865 en un lugar privilegiado del planeta para ejercer sus cometidos, no sólo fue muy admirado e importante para el sistema de predicción y el estudio de la compleja climatología del archipiélago sino que además creó escuela. Como director, sucedió a Faura, tras veintitrés años de dedicación, su discípulo el padre José María Algué. Los cometidos fundamentales del Observatorio han sido el magnetismo terrestre, la sismología y la astronomía.
Faura define junto a algunos otros de sus compañeros de orden la convergencia de humanismo y humanitarismo característico de la Escuela Universalista. Entre sus trabajos más relevantes se encuentra La meteorología en la Exposición Colombina de Chicago (1893), en colaboración con su discípulo José María Algué.
Fundó el Boletín del Observatorio de Manila y contribuyó a la invención de sistemas de información predictiva e importantes instrumentos de medición, como el barómetro aneroide.

## Principales obras
- Señales precursoras de temporal en el Archipiélago Filipino (1882)
- Reglamento interno e Instrucción práctica para uso de las Estaciones meteorológicas secundarias de la Islas Filipinas (1884)
- La meteorología en la Exposición Colombina de Chicago (1893)